# 雪佛兰科迈罗 (第五代)
第五代雪佛兰科迈罗（Chevrolet Camaro）为通用雪佛兰推出的一款小馬車。 该车自于1967年第一次介绍起已生产至第五代。本代科迈罗在前代于2002年停产过后再于2009年四月销售给大众。

## 前期生产概念车

### 2006年的雪佛兰科迈罗概念车

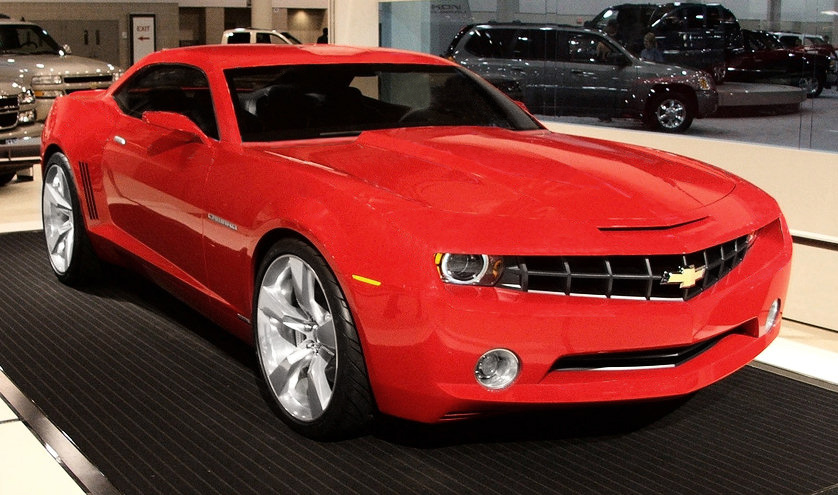
雪佛兰科迈罗概念车

该概念轿跑车由南韩人Sangyup Lee所设计。该车属于霍顿的GM Zeta平台。该车配置了具有主动燃油管理的400匹马力6.0升 LS2引擎、T56 6前速手动变速箱、采用逐行速率弹簧和气体加压阻尼器的悬挂系统、14英寸转子的四轮通风碟刹，独特的五辐铸造合金轮圈（前轮21英寸，后轮为22英寸），以及275/30R21前轮胎与305/30R22后轮胎。概念车的轴距为110.5英寸（2,807 mm）长，比前代科迈罗长9英寸，而车长为186.2英寸（473厘米），比前代短7英寸。
该车于2006年底特律车展亮相。
科迈罗概念车被Autoweek杂志一致评为“车展上最好的车”。

### 2007年的科迈罗敞篷概念车
该敞篷概念车于2007年1月6日在底特律车展发布。在2007年1月4日禁运解除时，前期炒作的许多汽车公布被证明是正确的。
在一目了然下它似乎是介于轿跑车和敞篷的概念之间，唯一的区别是车顶和橙色珍珠三涂喷漆配深灰色赛车条纹，但这种情况并非如此。除了明显的顶篷，还有外观细微的改变。每个表层从门切回都有改变；后挡泥板的线条从水平面上落于比轿跑概念车多几英寸的垂直表面，以保持良好的比例和重塑的后扰流板。21英寸（53厘米）的前轮和22英寸（56厘米）的后轮，也被重新设计，轮圈的外缘增加了橙色细线。
新的概念车内饰也有诸多改变。原本轿跑概念车的复古千鸟格图案座位以现代皮革和橘色缝线代替。金属、修饰面和座位都配用了不同的颜色。后座位以6英寸的长度紧密，以腾出顶篷空间。方框圆形仪表的清晰性通过在表面增加白加黑铬数字和红色的阳极氧化指针而得到改善。深盘三辐方向盘和四个小仪表盘都是沿用自轿跑概念车。镀铬安全带扣环的设计看起来像是60年代通用汽车的标志性的安全带扣。这些内饰设计都类似于今天所看到的量产版科迈罗。

### 2008年SEMA概念车
通用汽车曾在2008年11月3日的拉斯维加斯汽车零配件展展出了几辆量产科迈罗的概念变种车。

#### 科迈罗LS7
灵感来自于60年代后期的COPO科迈罗，科迈罗LS7概念车使用2010年科迈罗SS的车体所打造并配置了配有LS7引擎同意改装零件的LS3引擎。该引擎能产生出550匹马力（410千瓦）。对于所包含的高性能排气管和排气头、进气系统和替换的凸轮轴，这些全部都是通用改装零件，这反映出了过去的COPO带上轨道的传统。其它修改包括了Tremec的6前速手动变速箱、Brembo刹车、赫斯特的短排挡杆、20英寸的订制轮圈，以及低车身。车身外观使用了胜利红配黑磨砂的“LS7”徽章、水箱罩插槽、后头灯面板，以及配有胜利红LS7标志上盖板的引擎盖。内饰与车门和仪表板的胜利红内饰板装饰的配色方案通过匹配，以及在里程表的仪表和四个小仪表盘包突出了外观。修饰方面以光泽黑取代了在生产最后的银色，如方向盘、赫斯特排挡杆、排气口装饰，以及中控台。

#### 小戴尔·恩哈特科迈罗
这辆概念车是与纳斯卡赛车车手小戴尔·恩哈特联合制作。该车使用SS车体并把高辛烷值调校至E85。外观采用橙色镶边配灰色和白色涂装。其它方面还有21英寸的5辐式轮圈、燕尾扰流板、交叉水箱罩以及GM官方的部件改装。

#### 科迈罗GS概念赛车
这辆概念车的设计灵感取自Mark Donohue的蓝黄Trans-Am系列科迈罗。该车使用了碳纤维材质的引擎盖、行李箱盖、车门和挡泥板以为LS3 V8引擎和T热么从6060 6前速手动变速箱减重。其它赛车改装还包括3英寸的排气管配海岸晶圆厂消声器、C&R赛车铝制散热器以及机油、变速器和差速器的冷却器。这辆车是为大陆轮胎跑车挑战赛而设计。
这辆概念车后来于2013年的蒙特利汽车周在Mecum拍卖场中拍卖。

#### 科迈罗黑色概念车

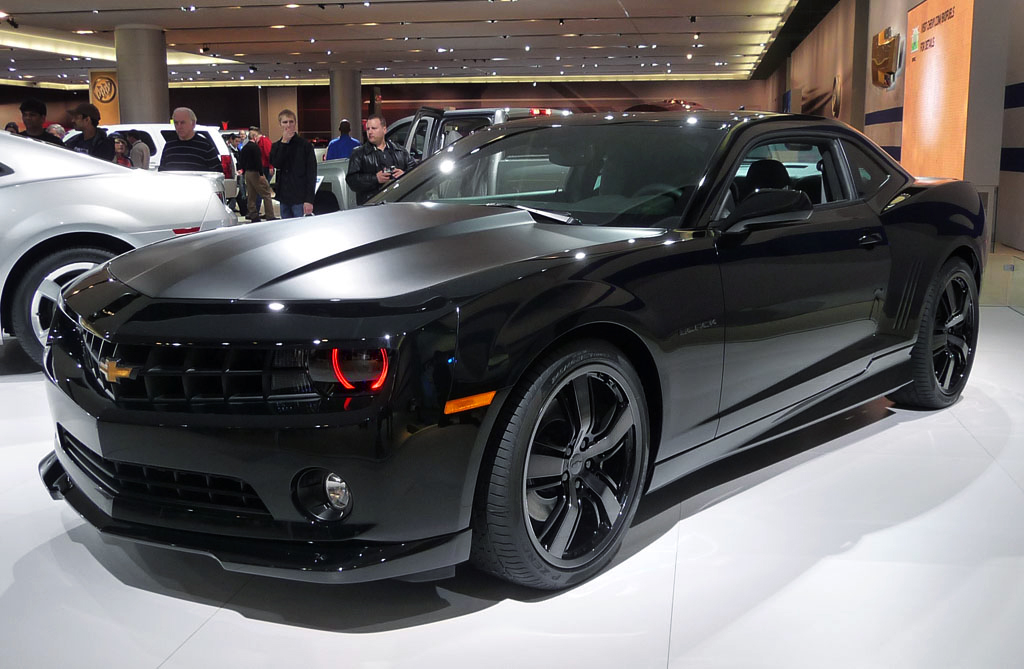
科迈罗黑色概念车

这辆概念车使用了磨砂黑引擎盖、有色玻璃、HID头灯配红晕圈、较暗的水箱罩、暗调的尾灯透镜、深色面漆的21英寸轮圈。内饰方面使用全黑。该车配置了304匹马力的3.6升V6引擎。

## 2010年
2006年8月10日，通用汽车董事长兼CEORick Wagoner宣布会参考根据2006年1月亮相于底特律车展的获奖概念车建造全新的科迈罗。全新的科迈罗原定开始生产于2008年底并在2009年第一季度作为2009年的车款年份，但通用汽车表示生产期将被推迟到2009年2月并在2009年春季作为2010年的车款年份。
雪佛兰总经理Ed Peper于2006年1月展出概念车时说新的科迈罗“将吸引男性和女性，并凝聚那些首先经历了前代科迈罗美好回忆的客户”。Bob Lutz于2006年8月10日在GM FastLane部落格上感谢在博客空间对科迈罗评论和回馈意见的博主。
随着GM Zeta平台的发展和因为其地位属于开发后轮驱动汽车的通用全球中心，澳大利亚的通用霍顿汽车主导了科迈罗的最后设计、工程及开发。科迈罗原本的计划包括了使用雪佛兰飞羚的悬吊，这已经切换至了Zeta平台。然而，2007年能源法急剧改变公司平均燃油经济而迫使通用争取重置W车身的飞羚到Zeta平台的计划。而新的科迈罗会在加拿大的奥沙瓦汽车装配厂进行生产。已原定于2008年被关闭的奥沙瓦汽车厂会有2,750员工失业；一些职位因要生产科迈罗而得以被留下。奥沙瓦汽车厂的新生产方案和转变为技术柔性的制造工厂的状态并代表美国投资了美元7亿400万。

### 科迈罗（2009年-）
科迈罗被分成五种不同装饰级别的轿跑车；LS、1LT、2LT、1SS和2SS。LS和LT级别都配置了3.6升（3,564cc或217平方英寸）的GM LLT V6引擎，该引擎能在6,400转产生出312匹马力（233千瓦）和在5,200转产生出273磅·英尺（370牛顿·米）扭力。手排版SS配置了6.2升（6,162或376平方英寸）的GM LS3 V8引擎，该引擎能在5,900转产生出426匹马力（318千瓦）及在4,600转420磅·英尺（570牛顿·米）扭力，而自排版则配置名为GM L99的新LS3引擎，这个新引擎在5,900转产生出400匹马力（300千瓦）和在4,300转产生出410磅·英尺（560牛顿·米）扭力。这个新的L99 V8引擎并非早期的LT-系列L99引擎，该引擎使用的主动燃油管理技术能让引擎轻载驾驶，如高速公路情况下只让四个气缸工作，从而达到燃油经济性
。
其它特点包括了完全独立的四轮悬吊系统、可变速率助力转向、所有车款都有的四轮碟刹系统（SS车型为4活塞Brembo制动卡钳）、StabiliTrak电子稳定/牵引力控制系统、SS车型稳定系统的竞争/运动模式、手排版SS的发动控制，以及6个标准安全气囊，包含了头部帘式侧面碰撞安全气囊和安装在前排座椅上的侧面安全气囊。LT和SS级别提供了RS（拉力赛和曲棍球条纹）套件，此套件包含了配有集成晕环的HID头灯、扰流板、以及RS特定的尾灯和轮圈。RS套件提供了多种颜色选择。
| 2010年雪佛兰科迈罗规格 | 2010年雪佛兰科迈罗规格                                                                                  | 2010年雪佛兰科迈罗规格                                                                     |
|                        | LS/LT                                                                                                   | SS                                                                                         |
| 概览                   | 概览 | 概览                                                                                       |
| ---------------------- | --- | ------------------------------------------------------------------------------------------ |
| 传动系统               | 4座位，前置后驱轿跑车                                                                                   | 4座位，前置后驱轿跑车                                                                      |
| 建构                   | 成套机身框架，一面和两面镀锌钢板                                                                        | 成套机身框架，一面和两面镀锌钢板                                                           |
| 底架/悬吊              | |                                                                                            |
| 前部                   | 双球窝接头，多连杆支柱；直动式稳定杆；渐进式利率圈状弹簧；完全可调式外倾角、后倾角和前束角              | 双球窝接头，多连杆支柱；直动式稳定杆；渐进式利率圈状弹簧；完全可调式外倾角、后倾角和前束角 |
| 后部                   | 4.5连杆式独立；在减震筒上的渐进式率圈状；防倾杆；完全可调式外倾角、后倾角和前束角                       | 4.5连杆式独立；在减震筒上的渐进式率圈状；防倾杆；完全可调式外倾角、后倾角和前束角          |
| 转向类型               | 变比齿条齿轮式                                                                                          | 变比齿条齿轮式                                                                             |
| 转向传动比             | 16.1:1                                                                                                  | 16.1:1                                                                                     |
| 转向直径               | 37.7英尺（1,150 cm）                                                                                    | 37.7英尺（1,150 cm）                                                                       |
| 刹车                   | |                                                                                            |
| 类型                   | 四轮碟刹w/ABS；通风式前后旋翼；单活塞前制动卡钳和单活塞合金后制动卡钳                                   | 四轮碟刹w/ABS；通风式前后旋翼；四活塞固定式Brembo铝制前后卡钳                              |
|                        | 前：12.64英寸（321 mm） 后：12.4英寸（310 mm）                                                          | 前：14英寸（360 mm） 后：14.4英寸（370 mm）                                                |
| 旋翼厚度               | 前：1.18英寸（30 mm） 后：0.9英寸（23 mm）                                                              | 前：1.26英寸（32 mm） 后：1.1英寸（28 mm）                                                 |
| 轮圈/轮胎              | |                                                                                            |
| 轮圈大小和类型         | 18x7.5英寸 steel钢制轮圈 （LT可选式的为19x8-inch铝制轮圈）                                              | 20x8英寸铝制（前）20x9英寸铝制（后）                                                       |
| Tires                  | P245/55R18全季节式（LT可选式为P245/50R19全季节式）                                                      | P245/45ZR20倍耐力PZero夏季式（前），P275/40ZR20倍耐力PZero夏季式（后）                     |
| 发动机                 | |                                                                                            |
| 类型                   | GM LLT V6 DI VVT                                                                                        | GM LS3 V8 GM L99 V8                                                                        |
| 排气量                 | 3.6 L (3,564 cc或217 cu in)                                                                             | 6.2 L (6,162 cc或376 cu in)                                                                |
| 缸径和冲程             | 3.7英寸（94 mm） x 3.37英寸（86 mm）                                                                    | 4.06英寸（103 mm） x 3.62英寸（92 mm）                                                     |
| 气缸盖材质             | 铝制 | 铝制                                                                                       |
| 气缸体材质             | 铸铝/铸铁缸套                                                                                           | 铸铝/铸铁缸套                                                                              |
| 气门机构               | 双顶置凸轮轴，每个气缸有4个气门，连续式可变气门正时                                                     | 气门在顶部：每个气缸有两个气门；滚子挺杆；主动燃油管理（L99）                              |
| 燃油输送               | 直接高压燃油喷射                                                                                        | 无回流，多端口燃料喷射                                                                     |
| 压缩                   | 11.3:1                                                                                                  | 10.7:1（LS3）；10.4:1（L99）                                                               |
| 马力                   | 304 hp（227 kW） at 6,400 rpm                                                                           | 426 hp（318 kW） at 6,000 rpm (LS3) 400 hp（300 kW） at 5,900 rpm (L99)                    |
| 扭力                   | 273 lbf·ft（370 N·m） at 5,200 rpm                                                                      | 420 lbf·ft（570 N·m） at 4,600 rpm (LS3) 410 lbf·ft（560 N·m） at 4,300 rpm (L99)          |
| 推荐燃料               | 普通无铅                                                                                                | 优质无铅                                                                                   |
| 发动机最大转速         | 7,000 rpm                                                                                               | 6,600 rpm （LS3） 6,000 rpm （L99）                                                        |
| 燃油经济性             | 29 mi/US gal（8.1 L/100 km；35 mi/imp gal） hwy                                                         | 25 mi/US gal（9.4 L/100 km；30 mi/imp gal） hwy                                            |
| 变速箱                 | |                                                                                            |
| 自排                   | Hydra-Matic 6L50 6前速自排/TAPshift                                                                     | Hydra-Matic 6L80 6前速自排/TAPshift                                                        |
| 手排                   | 爱信精机AY6 6前速手排                                                                                   | TR6060 6前速手排                                                                           |
| 外形尺寸               | |                                                                                            |
| 车长                   | 190.4英寸（4,840 mm）                                                                                   | 190.4英寸（4,840 mm）                                                                      |
| 车宽                   | 75.5英寸（1,920 mm）                                                                                    | 75.5英寸（1,920 mm）                                                                       |
| 车高                   | 54.2英寸（1,380 mm）                                                                                    | 54.2英寸（1,380 mm）                                                                       |
| 前轮距                 | 63.7英寸（1,620 mm）                                                                                    | 63.7英寸（1,620 mm）                                                                       |
| 后轮距                 | 64.1英寸（1,630 mm）                                                                                    | 63.7英寸（1,620 mm）                                                                       |
| 整备质量               | LS自排： 3,769磅（1,710） LS手排： 3,780磅（1,710） LT自排： 3,750磅（1,700） LT手排： 3,741磅（1,697） | SS自排： 3,913磅（1,775） SS手排： 3,860磅（1,750）                                        |
| 重量平衡               | 前部52%，后部48%                                                                                        | 前部52%，后部48%                                                                           |
| 座位数                 | 前部2个，后部2个                                                                                        | 前部2个，后部2个                                                                           |
| 净空                   | 前部： 37.4英寸（950 mm），后部： 35.3英寸（900 mm）                                                    | 前部： 37.4英寸（950 mm），后部： 35.3英寸（900 mm）                                       |
| 腿部空间               | 前部： 42.4英寸（1,080 mm），后部：： 29.9英寸（760 mm）                                                | 前部： 42.4英寸（1,080 mm），后部：： 29.9英寸（760 mm）                                   |
| 肩部空间               | 前部： 56.9英寸（1,450 mm），后部： 42.5英寸（1,080 mm）                                                | 前部： 56.9英寸（1,450 mm），后部： 42.5英寸（1,080 mm）                                   |
| 车厢量                 | 11.3 cu ft（0.32 m3）                                                                                   | 11.3 cu ft（0.32 m3）                                                                      |
| 燃油箱                 | 19 US gal（72 L）                                                                                       | 19 US gal（72 L）                                                                          |
| 机油                   | 7.6 US qt（7.2 L）                                                                                      | 8.9 US qt（8.4 L）                                                                         |

科迈罗揭幕沃伦技术中心，其次是通用霍顿墨尔本总部， 横滨红砖公园，其次是2010年夏季索尼克。
美国车款于2009年第一季度开始销售。
日本车款包括LT和SS于2009年12月5日开始销售。

### 变形金刚特别版

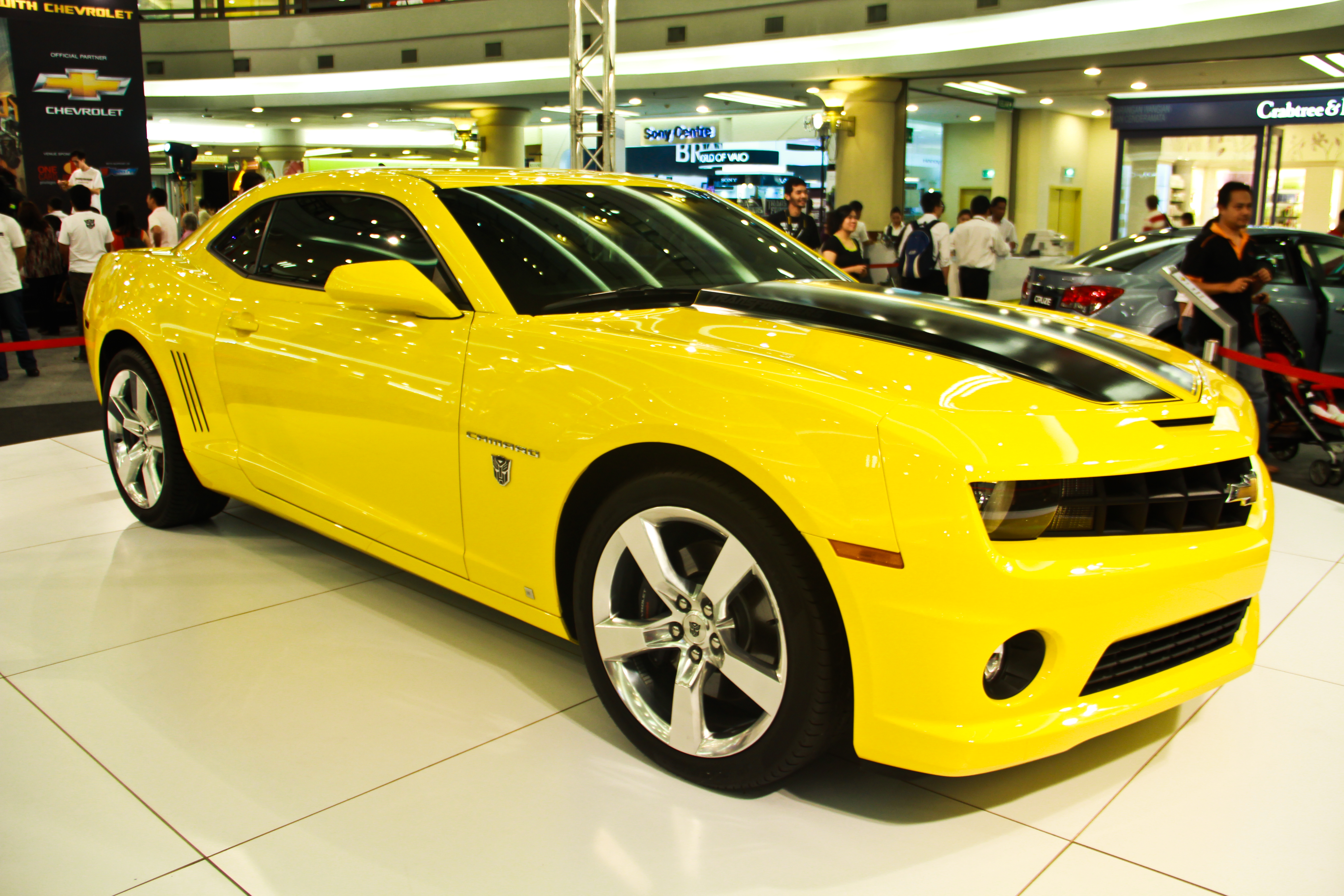
配有变形金刚套件的11年科迈罗

通用于2009年7月22日在圣迭戈国际动漫展宣布将会为2010年科迈罗提供变形金刚特别版外观套件。.美元995的外观套件（RPO代码：CTH）可以适用于LT和SS版或者不具有RS套件的科迈罗，并且只限拉力赛黄色外观方案。此套件包含了博派盾牌徽章，这个徽章都有印在科迈罗标示牌下方的司机和乘客侧面板、四个轮圈的中心盖、内饰中控台刺绣，而变形金刚标志代替了车门窗台板原本的“科迈罗”标志，黑色高光中间拉力条纹也嵌有变形金刚幽魂标志，这类似于大黄蜂的科迈罗。 截止于2010年1月12日，估计有1500台套件在订单直线工作台上生产。2010年年尾有1,916台套件最后生产。
日本于2010年2月销售该套件。

### 2009年的SEMA概念车

#### 杰·雷诺版科迈罗
通用为杰·雷诺建造了他的科迈罗，这辆杰·雷诺版科迈罗搭载了类似原版LS和LT车款的3.6升（220立方）直喷式V6引擎，但还添加了能够产生出425匹马力（317千瓦）的Turbonetics T3涡轮增压器以帮助车内的定制中间冷却器能够将7磅的升压进入引擎内。额外的性能提升还包括在燃油经济性上几乎没有滞纳。除了动力升级，此车也配置了升级版Centerforce离合器和压力盘的六速手动变速箱、升级版Be-Cool散热器、Brembo六活塞刹车套件、Pedders降低避震套件，以及包含新后扩散器与修订后的前脸和引擎与刹车的引擎盖额外进气口的车身套件。这辆科迈罗概念车尚未以产品类型发布，但其设计被用在变形金刚2011年夏天发布的3部电影中大黄蜂的展出。

#### Synergy概念版科迈罗
这辆Synergy概念版科迈罗为通用在展示可用在科迈罗的配件时两辆科迈罗中的一辆，其预览新的Synergy绿色的车身颜色通过雪佛兰经销商在2009年提出的科迈罗的最新外观配件体现了个性化的可能性开放给科迈罗车主。Snergy概念车包含了赛博灰引擎盖和后行李箱条纹、在展示时有出现的新地面效应套件，这个套件包含了新的后扩散器、前扰流器集成了排气系统和后扰流板的新后保险杠。所有配件都有被展出。此概念车也包含了21英寸（530毫米）抛光边缘的轮圈配黑色中间盖。概念车还进一步增强了Pedders避震套件和Brembo刹车他部件。内饰方面采用了与黑色与绿色的缝合颜色协调、管线、内饰套件和沿着门板与速度计运行的绿色环境灯光。量产版Synergy科迈罗于2010年2月至5月限量生产。
日本也在同一时间限量生产。

#### 科迈罗Chroma概念版
使用搭载LS3引擎的SS/RS车款所打造，使用高峰白烤漆和配套部件的组合，展示了未来科迈罗在2011年可用通用汽车的配件。Chroma概念车为Synergy概念科迈罗的初始设计。其配套部件包含了新的银色条纹套件、21寸（530毫米）的银涂层辐条中心配胜利红条纹的轮圈、“叶片”扰流板、配色地面效应部件、后挡泥板通风口图形，及“传统”的前水箱罩与车身同色的外框架。内饰方面采用黑色和灰色真皮座椅，其配有包围方向盘与赫斯特变速杆的红色缝线，以及配合车门板和仪表板装饰颜色的银色冰色内饰套件。虽然车体被误看成展示用车辆，但它其实配用了通用性能部件的Pedders悬吊套件、越野排气和涂有胜利红的Brembo制动卡钳。

#### 黄昏科迈罗概念车
黄昏科迈罗提供了具有侵略性外观的当代审美的调谐器、降低的车身高度、21寸（530毫米）BBS轮圈、SS车款的扰流板和特制的地面效应套件。地面效应套件包含了前导流板、 扩展摇杆和后扩散器。该车使用柏林蓝色烤漆，并与地面效应配对。通用增加了新的排气系统和SS的Brembo刹车。内装使用乌黑塞多纳颜色，内饰其它特点包括脚部空间照明和优质门槛板。此外，还有前卫科技与优质音响设备，如波士顿音响的音响系统、WiFi连接和iPhone的座充。
雪佛兰于2009年10月为请求科迈罗爱好者投票选出几个辅助图形套件而举办了图形竞选。后来前4个设计被用在SEMA车展。科迈罗图形概念车就在不同日期使用不同设计。当会展结束时，另一轮投票正进行，获胜的将作为未来科迈罗的设计。雪佛兰副总裁Brent Dewar说科迈罗在社交媒体平台有数千位粉丝，且这就是公司与顾客保持联系的一种方法。

### 印第安纳波利斯500领跑车特别版（RPO Z4Z）
通用与印第安纳波利斯赛车场于2010年4月宣布限量生产介绍于2010年印第安纳波利斯500的领跑车。印第安纳波利斯500领跑车复制品使用RS套件的自排版400匹马力6.2升V8版2SS车体所打造，这个车体是火海橙色配白钻拉力条纹。印第安纳波利斯赛道500活动与组织的徽标置于科迈罗两个前围板下铭牌的侧车门特殊徽章。2010年的特别活动缝纫取代了前座头枕原本的“SS”缝纫，并配有特别的优质应力地板垫和火海橙应力内饰套件。前水箱罩替换为通用汽车售后配件的传统水箱罩，配有火海橙色的引擎盖。限量生产数量为294台，其中大部分是自排和少量手排（多数是在加拿大）。其中50台被送到印第安纳波利斯的500活动（汽车节日），这50辆1到50号的车牌号码，另外45台送往加拿大，而另外100台送往根据美国186间销量最高的科迈罗经销商。2010年的Z4Z科迈罗在2010年车款生产中制造。2010年的原版科迈罗因294台的Z4Z生产而暂停生产。在294台Z4Z生产完毕后，原版科迈罗继续生产。
Z4Z于1967年在印第安纳波利斯500活动首次亮相供公众购买以来，为第二最低产量的科迈罗领跑车。

### SLP汽车ZL550/ZL575特别版
这款车为SLP汽车的限量版10年科迈罗SS。ZL550搭载了426只500匹马力的机械增压6.2升V8引擎。550匹马力变种车配置了6前速自动变速箱。该变种车也包含了配有ZL中间盖的20英寸5辐红线加工辐面带轮圈和后尾灯的纯黑贴花、前水箱罩和后面板的传统风格SS标徽、三个ZL550或ZL575OEM式外观标徽、ZL550或ZL575标志的头枕和脚垫绣花，还包含了仪表板和编号钥匙链上的编号1-25的0牌匾。此外还留有冷空气感应系统和独特的车轴后排气系统配独有的排气头和前部下调1英寸及后部下调0.8英寸的悬吊。引擎盖方面利用了RTM引擎盖与功能吸热器。ZL575也使用了ZL550的机械增压6.2升V8引擎，但有575匹马力。ZL575配置了原版科迈罗的6前速手动变速箱，但获得增强。ZL575的选项有安装来自科尔维特ZR1的以加强运动性换档的离合器分离和Brembo刹车。雪佛兰经销商开始于2010年中。

### 特别造型版（2010年-）
日本市场的LT RS和SS RS版，配有拉力条纹、水箱罩和SS RS的标准门槛板。
于2010年9月销售。

### 赛车
Stevenson Motorsports曾在大陆轮胎跑车挑战赛Gran Sport级中使用两辆科迈罗。其中一辆于2009年在弗吉尼亚国际赛道中比赛，并由Jeff Bucknum和David Donohue驾驶。两人都原是Trans Am科迈罗的驾驶。John Stevenson于2010年劳力士跑车系列蒙特利回合中证实普拉特和米勒工程与制造公司会对GT科迈罗工作，取代庞蒂克GXP.R.。Stevenson Motorsports再次在2010年劳力士跑车系列使用科迈罗，驾驶者为Andrew Davis、Robin Liddell#57号的扬·马格努森和#97号的Mike Borkowski与Gunter Schaldach。
TC赛车也于2010年季节的大陆轮胎跑车挑战赛使用科迈罗。，同时也在2009年季节决赛轮中使用上述的Sunoco科迈罗。

### 产量
雪佛兰于2008年10月13日开始接受预购订单，然而销售预购期后作出的租金和订单在之前被许多预购订单处理。2008年年尾，通用证实有超过10,000台的提前订单，且于2009年10月预购订单完成。科迈罗于2009年10月销售。

### 营销
10年科迈罗出现于NBC的电视剧My Own Worst Enemy，由主角所驾驶。该节目首演于2008年10月13日，并作为通用与NBC营销安排的一部分。
在日本10年科迈罗上市时，通用于2009年7月9日至8月31日销售了特制的T衫。过后于2009年11月1日至8日在Altavision银座制作了科迈罗的晋升电影。
在日本11年科迈罗上市时，于2010年10月25日至11月30日参与Hooters Tokyo可赢得一辆10年科迈罗LT RS。

## 2011年

### 科迈罗轿跑车（2010年-）
11年科迈罗V6引擎核证能产生312匹马力（233千瓦）及278磅·英尺（377牛顿·米）扭力，增加了多8匹马力（6千瓦）及5磅·英尺（6.8牛顿·米）。11年科迈罗没有工程变更因通用声称304匹马力（227千瓦）会是保守评级。
10年特别版的Synergy绿色将会提供至所有11年款内饰级别。此外，也提供了显示大多数仪表盘信息的抬头显示器（HUD）。该HUD为雪佛兰科尔维特的显示器的改版，主要的不同之处就是只有科尔维特的能显示横向G力。
此车亮相于东京、横滨、名古屋、大阪的高尔夫球场。
日本自排版LT RS和SS RS车款有9中车体颜色选择（包括宝石红），开始销售于2010年9月。

### 科迈罗SSX（2010年-）

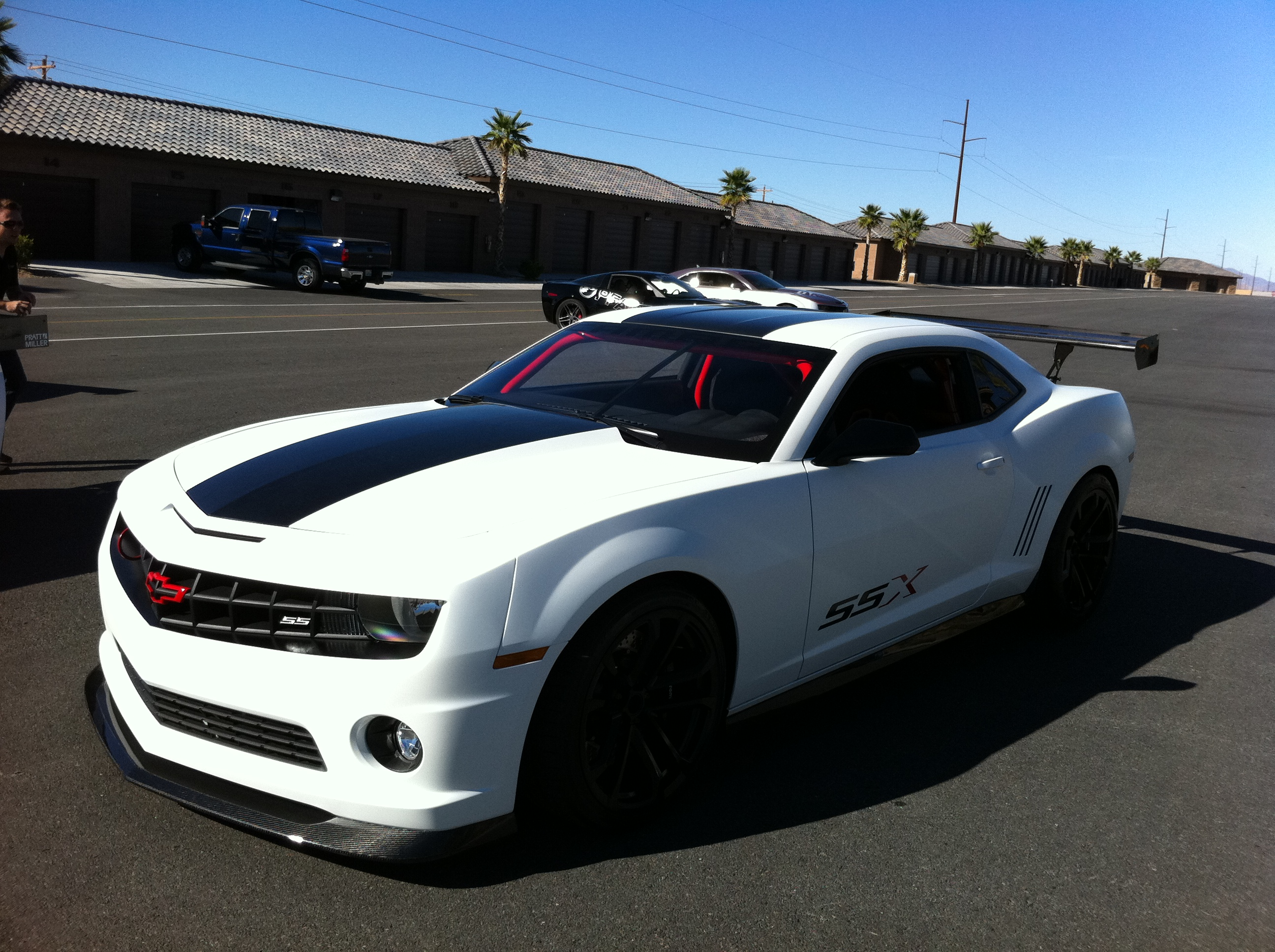
科迈罗SSX

SSX概念车为街道用科迈罗SS的转换成封闭路线赛道车的版本，并展示出了新的性能部件。此概念车由普拉特和米勒工程与制造公司、雪佛兰的搭档科尔维特赛车和莱利科技的部件投入所建造。
该车的碳纤维引擎盖、挡泥板、车门和行李箱盖都使用低光泽冰爽白色金属颜色配红色修饰和车门图形；还有曝光的碳纤维前前导流板、摇臂和可调尾翼；独特的下水箱罩与刹车导管、脚垫、隔音垫和后座拆除；Ace的绒面覆盖赛车方向盘和排挡杆、SCCA认可的防滚架与网窗、配有五点式安全带的赛车座椅、赛车踏板、灭火系统、燃料电池、置于防滚架的摄像系统、配有雪佛兰性能部件的凸轮轴、气缸头和干式油池加油系统的LS3 6.2升V8引擎；配有科尔维特ZR1双片离合器的原厂6前速手动变速箱、低限制空气感应与排气系统、四轮赛车碟刹配前六活塞/后四活塞卡钳与钻孔和开槽旋翼、改良的原厂悬吊配Pfadt许可组件，以及20寸的轮圈与轮胎。
SSX亮相于2010年SEMA车展。
SSX在SEMA获得两个奖项：SEMA的最热门汽车奖项和GT的国内最佳奖项。

### 内曼·马库斯版
2010年10月19日美国东部时间中午12点，通过尼曼百货公司订购的内曼·马库斯科迈罗敞篷车（简称内曼）开通三分钟后被抢购一空，因而这辆车成为通用汽车在市场推出最快销售的特别版汽车之一。总计有100台于2011年早期以建议零售价75,000美元销售并交货给车主。内曼科迈罗使用两种SS车体打造，并搭载了6.2升V8引擎及于11年科迈罗相同燃油经济与马力的手动或自动变速箱两种选择。从这版科迈罗分开的部件都显着那个叫“Deep Bourdeaux”的三涂层外观烤漆配跨越引擎盖到后甲板的幽灵拉力条纹，以及分开的“银色”挡风玻璃。此版本的科迈罗是唯一一款按照2007年科迈罗敞篷概念车的内饰级别的车款。这款科迈罗的挡风玻璃的颜色与其它原厂敞篷车不一样，这是绝无仅有的。

### 敞篷车（2011-）

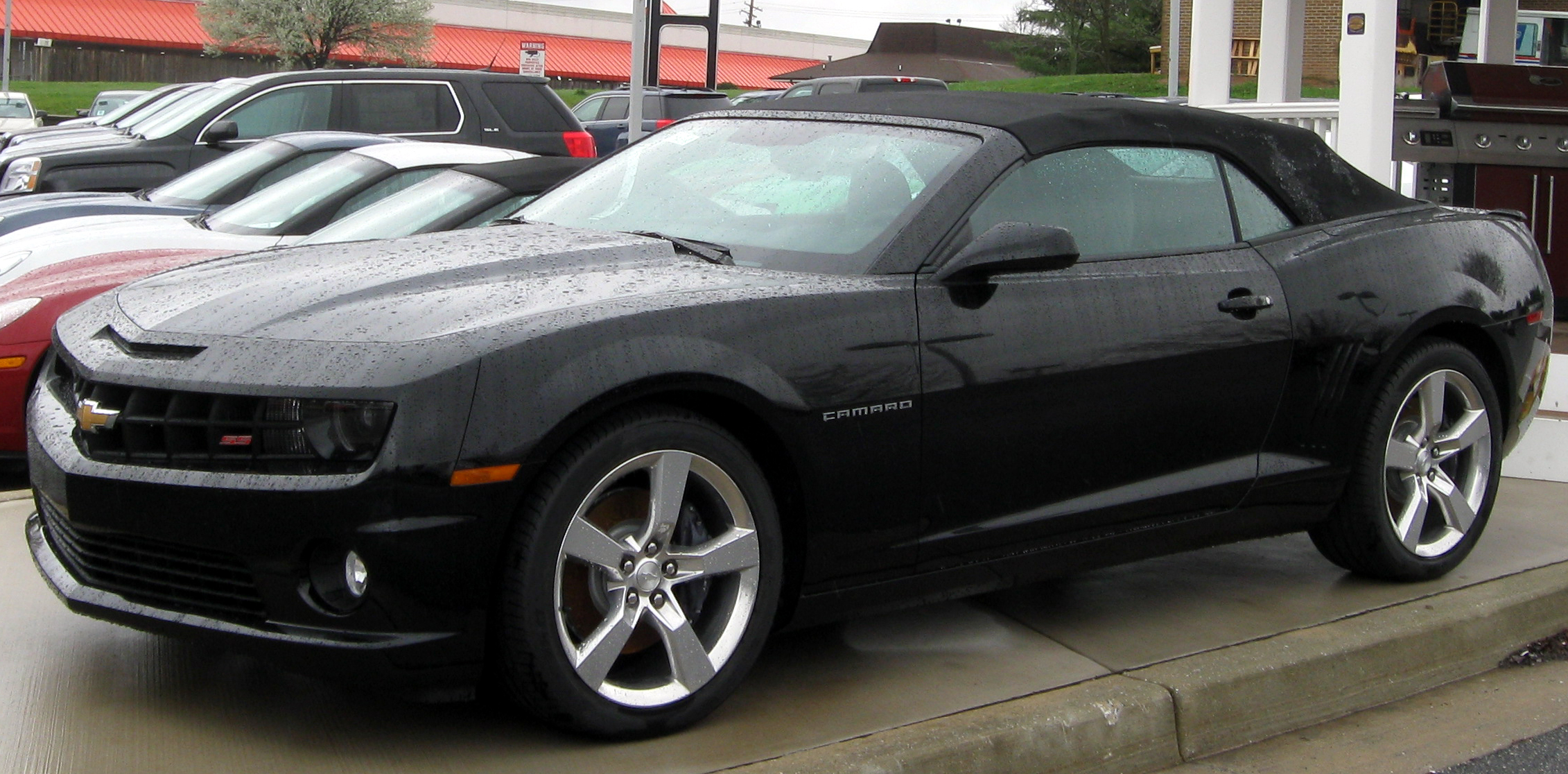
2011年科迈罗SS敞篷车

11年敞篷车于2011年1月31日，在原生产地开始生产。过后在2月送到销售处，也有基本款和SS两种选择。
美国车款有V6或V8引擎（SS）选择，及Tremec TR6060 6前速手排或Hydra-Matic 6L50 6前速自排选择。
日本车款包含四种基本款（银色金属冰、黑色、胜利红、山顶白）和两种优质款（拉力黄、魔族金属橙）车体颜色选择，并于7月15日销售。

### 产量
11年科迈罗开始销售于2010年6月7日。

### 营销
作为11年科迈罗在日本上市的一部分，在2010年7月1日至2010年9月3日举行了科迈罗2日活动。该活动的内容为让通过雪佛兰经销商抽彩中选者试驾科迈罗两日。

## 奖项和认可
- 2008年、2010年，及2011年届SEMA的官方车辆
- 来年将重新定义汽车工业的车辆——Detroit Free Press报刊
- 2009年代托纳500赛事的官方开跑车